# Панахи, Манучехр Аббас оглы
Манучехр Аббас оглу Панахи (7 марта 1929, Маку, Иран — 13 января 2013, Баку, Азербайджан) — известный советский, азербайджанский педагог, доктор филологических наук, профессор. Видный ученый языковед, организатор и пропагандист языковедения.

## Биография
Манучехр Аббас оглу Панахи родился 7 марта 1929 года в городе Маку (Иран) в семье писателя и политического деятеля Аббаса Хаджи Алекпер оглу Панахи-Макулу. Его отец был членом Союза писателей СССР и автором романов «Саттар-хан», «Тайная темница», «Шейх Мухаммед Хиябани», «Гейдар Ами оглу», «Скопцы» и др. Мать — Сария Мухаммед гызы Панахи — домохозяйка.
Манучехр Аббас оглу Панахи начальное образование получил в Маку, но продолжил и окончил школу в Зенджане, куда семья вынуждена была переехать в 1937 году в связи с репрессиями, предпринятыми в отношении отца Аббаса Панахи-Макулу, занимавшегося политической деятельностью.
Во время второй мировой войны, после оккупации Ирана союзниками, отец Манучехра в числе других политических заключенных был освобожден из-под стражи и семья смогла перебраться в Табриз, где Манучехр Панахи вступил в созданное в 1944 году «Общество дружбы c советским Азербайджаном». В 1945 году, вступив в Азербайджанскую Демократическую Партию, связывает свою деятельность с национально-освободительным движением. После победы революции в 1946 году Меджлис созданного Азербайджанского Национального Правительства награждает его медалью «21 Азер».
В том же 1946 году он поступает в военную школу, учрежденную Меджлисом в Южном Азербайджане, а в апреле с целью продолжения образования направляется в Бакинское Высшее Общевойсковое Командное Училище (Азербайджанское высшее военное училище имени Гейдара Алиева). К завершению учёбы в школе в звание лейтенанта в 1947 году, войска иранского шаха Мухаммеда Реза Пехлеви свергают правительство Демократической Республики Южного Азербайджана. По этой причине Манучехр Панахи принимает решение остаться в Баку.
В 1947—1948 учебном году Панахи поступил на действовавший после войны подготовительный курс Азербайджанского Педагогического Института имени В. И. Ленина, по окончании которого получил аттестат зрелости.
В 1948 году Панахи стал одним из первых студентов, принятых на факультет английского языка вновь открывшегося Азербайджанского Государственного Педагогического Института Иностранных Языков. В период обучения в институте он активно участвовал в общественной работе.
В 1952 году окончив институт с отличием, получает направление Министерства в один из отдаленных районов Азербайджана в Шамхор — в среднюю школу им. Низами, где работает вплоть до 1956 года. Начавший свою карьеру в качестве учителя английского языка, Панахи очень скоро завоевывает симпатии всей школы. С целью улучшения обучения английскому языку он создает в школе кабинет английского языка, оборудованный необходимыми пособиями. Ему удается привлечь внимание школьников к английскому языку и в этом направление он добивается больших успехов.
В период с 1956 по 1960 годы Панахи являлся аспирантом Института языка и литературы Академии наук Азербайджана. В 1957 году он в связи с темой исследований командируется в город Тбилиси.
Наряду с научной работой молодой специалист занимался и преподавательской деятельностью. В 1958—1960 годах в Тбилиси во время учёбы в аспирантуре работал в Педагогическом Институте им. Пушкина преподавателем английского языка и западной литературы по совместительству. В период работы в Институте Панахи находился в постоянном контакте с известными учеными-педагогами, профессорами Начкибия, Палиашвили и другими. Это стало большой школой для молодого ученого и, с 1959 года он начал делать доклады по различным курсам английского языка.
После защиты кандидатской диссертации в 1960 году по 1974 год Манучехр Панахи работал на должностях сначала младшего, а затем старшего научного сотрудника Института Востоковедения Академии наук Азербайджана, где изучает особенности арабского литературного языка. Результатом глубоких исследований в области современной азербайджанской арабистики стала докторская диссертация на тему «Сложные слова и устойчивые словосочетания изафетного типа в арабском языке», защищенная в 1973 году в Тбилиси под руководством академика Г. В. Церетели.
Панахи стал первым доктором наук в Азербайджане в области арабского языкознания. Он также был первым в восточном языкознании, кто исследовал сложные и устойчивые словосочетания, перешедшие в арабский язык с английского и французского языков и те закономерности, на основании которых из этих слов формировались сложные слова в арабском языке. Основные положения этой работы, вызвавшей значительный интерес в арабском мире были опубликованы в 1971 году в известном журнале «Аль-Лисан Аль-Араби», издававшемся в Рабате (Марокко).
Профессором Манучехром Аббас оглу Панахи впервые дано сообщение о «Таджрид-уль лугат» — работе азербайджанского ученого Мустафа Ага Мирза Али оглу Бакуви. В работе изучен и показан труд Бакуви, посвященный грамматике азербайджанского языка, предусмотренный им для персов. В книге все сведения, относящиеся к грамматике азербайджанского языка написаны в стихах. Возможно, это одна из редких книг о грамматике, написанная в стихотворном размере.
В 1974 году Манучехр Панахи приступил к деятельности в высших учебных заведениях Азербайджана. С 1974 по 1986 годы работал заведующим кафедрой иностранных языков и деканом в Азербайджанском Государственном Институте Физической Культуры. С 1986 по 1996 годы занимал должности заведующего кафедрой и декана в Азербайджанском Государственном Педагогическом Институте Языков.
В период работы в Институте физкультуры и Институте языков Манучехр Панахи наряду с педагогической деятельностью продолжал заниматься научной работой. Профессор Манучехр Аббас оглу Панахи, автор десятков исследовательских работ, учебников, учебных пособий, многих научных и научно-популярных статей, участник ряда научно-теоретических и научно-практических конференций. Его работы опубликованы в Германии, Грузии, Иране, Марокко и России.
Опубликованная в Берлине в 1989 году объемная статья профессора Манучехра Панахи под названием «Азербайджанский язык и Паниранизм» стала веским, поддержанным историческими фактами, ответом представителям шовинистски настроенных кругов персоязычных народов Ирана — Аббасу Мугаддаму и Садигу Кея и их последователям, считающих азербайджанцев «кучкой пастухов, произошедших от персов». Эта статья, высоко оцененная специалистами, на протяжении многих лет словно щит стоит и будет стоять на защите нашего языка и народа.
Профессор Манучехр Панахи глубоко интересовался грузинской литературой и провел в этом направлении обширные исследования. Им были выявлены исторические источники о поэтах, бывших грузинами по национальности, которые писали в прошлые века в Иране под мусульманскими именами на арабском и персидском языках. Эти сведения были переданы им грузинским коллегам.
Манучехром Панахи впервые в газете «Советская Грузия» было сделано сообщение о неизвестном азербайджанскому литературоведению поэте Ага Исмаил Ялде, жившем в конце XİX — начале XX веков. Опубликованные фрагменты стихов свидетельствуют о неповторимой строфе стихов и мастерстве поэта.
После обретения Азербайджаном независимости в республике стали уделять особое внимание подготовке национальных кадров. Большое внимание подготовке молодого морского персонала уделялось в период президентства Гейдара Алиева. В период создания Морской Академии, Манучехр Панахи организовал кафедру языков этой Академии и являлся её руководителем на протяжении многих лет.
Манучехр Панахи являлся одним из составителей «Азербайджанско-английского словаря» (первый выпуск — 40 тыс. экз., второй выпуск — 45 тыс. экз.), и «Русско-азербайджанского словаря спортивных терминов». Им было опубликовано более 100 научных статей, учебников, учебных пособий и словарей, сделаны интересные и содержательные доклады на более чем 25-ти Международных научных конференциях в Баку, Киеве, Ленинграде, Минске, Москве, Тбилиси.
Манучехр Панахи щедро делился своим богатым опытом и знаниями с молодежью. Под его руководством защитили кандидатские диссертации Алиева Г., Аскерзаде М., Ахмедова Э., Джафаров Д., Рустамова З. и Ширинов М. Он оппонировал кандидатские и докторские работы Мамедова Н. (1966), Лелашвили Л. (1977), Агаевой Н. (1983), Гараева М. (1989), Эфендиевой Н. (2002), Сулейманова С. (2003), Мамедова Н. (2003), Дадашевой К. (2004), Сулейманова Г. (2005), Гарадаглы В. (2005), Ализаде А. (2006), Гусейновой С. (2006), Аль-Аббаси Хейруддина Нешата (2006), Юсифовой К. (2007).
С 1962 по 1973 годы являлся членом Ученого совета и ученым секретарем Института Востоковедения АН Азербайджана. С 1973 по 1984 годы входил в состав Ученого совета Азербайджанского Государственного Института физической культуры. С 1984 по 1995 годы входил в состав Ученого совета Азербайджанского Педагогического Института Языков. С 1996 года являлся членом Ученого совета Государственной Морской Академии.
Входил в состав диссертационных советов Института востоковедения Грузинской Академии наук (с 1974 по 1984 годы) и Бакинского Государственного Университета (с 1984 по 1995 годы).
Манучехр Аббас оглу Панахи был женат, имел двоих детей. Жена — Гюльсум Исмаил гызы Панахи. Окончила Азербайджанский Государственный Педагогический Институт Иностранных Языков. Преподавала английский язык и начальный курс немецкого в средней школе. Сын — Бехруз Манучехр оглу Панахи ученый-геофизик, доктор геолого-минералогических наук. Дочь — Периваш Манучехр гызы Панахи известный Санкт-Петербургский врач-косметолог.
Профессор Манучехр Аббас оглу Панахи владел азербайджанским, английским, арабским, персидским, русским и турецким языками.
Утром 13 января 2013 года профессор Манучехр Аббас оглу Панахи скоропостижно скончался в результате острой сердечной недостаточности.